# Moha La Squale
Moha La Squale, de son vrai nom Mohamed Bellahmed né le 24 février 1995 à Créteil dans le Val-de-Marne, est un rappeur et acteur franco-algérien, originaire de Paris. Il se fait connaître par ses nombreux clips sur Facebook en 2017 avant de sortir un premier album l'année suivante. Mis en cause pour des faits de violence conjugale, d'agression sexuelle et de viol, un temps en fuite à l'étranger, il est incarcéré à de nombreuses reprises. En 2024, il est condamné à trois ans de prison ferme pour violences conjugales.

## Biographie

### Enfance et jeunesse
D'origine algérienne, Mohamed Bellahmed naît à Créteil, dans le Val-de-Marne, et déménage à l'âge de quatre ans dans le 20e arrondissement de Paris. Il passe la majeure partie de sa vie dans le quartier de la Banane.
Son père quitte le foyer familial lorsqu'il a huit ans. Il est élevé avec ses frères et sœurs par leur mère non-voyante. Sa famille manquant d'argent, il commence à vendre de la drogue vers l'âge de douze ans,.
Il est arrêté l'année de ses dix-huit ans et est envoyé à la maison d'arrêt de Fleury-Mérogis,. Lors de sa sortie, il est inculpé pour une autre affaire datant d'avant sa première incarcération[source secondaire nécessaire].
Après sa sortie de prison, Mohamed Bellahmed devient livreur de pizzas en tant qu'auto-entrepreneur afin de subvenir à ses besoins. Lors de ses livraisons, il s'essaye aux improvisations de rap au guidon de son scooter,.
Après avoir été la tête d'affiche du court-métrage La Graine de Barney Frydman, il commence une formation théâtrale au cours Florent en 2016.

### Débuts musicaux et premier album (2017-2019)
Moha La Squale se fait repérer sur Facebook en publiant un freestyle tous les dimanches. Il signe sur le label Elektra Records, filiale de Warner Bros Records, en août 2017. Son nom de scène vient de son prénom, Mohamed, et du film La Squale qui décrit la vie d'une jeune fille de cité.
En juillet 2018, il collabore avec la marque de vêtements Lacoste. C'est la première fois que la marque propose à un artiste de concevoir ses tenues de scène.
Il sort en mai 2018 son premier album studio, Bendero. Un premier single issu de l'album, Luna, est certifié disque d'or en octobre 2018. Un second single, Bandolero, est certifié disque de platine en mars 2019. L'album Bendero est d'abord certifié disque d'or, puis disque de platine.
Il participe à des festivals comme We Love Green ou encore Fnaclive et se produit à l'Olympia en octobre 2018.

### Affaires judiciaires et report du second album (depuis 2020)

#### Refus d’obtempérer, outrage et rébellion
Il est interpellé le 19 juin 2020 dans le 18e arrondissement de Paris, à la suite d'un contrôle routier de routine au cours duquel il avait tenté de fuir. Des images de son interpellation sont diffusées sur les réseaux sociaux. Sa garde à vue est levée le 20 juin en fin de matinée. Le 15 avril 2021, le tribunal correctionnel de Paris le condamne à six mois de détention à domicile sous surveillance électronique pour refus d'obtempérer aggravé, outrage et rébellion. Il est en outre condamné  à verser des dommages-intérêts entre 400 et 500 euros aux trois policiers s'étant portés parties civiles.

#### Viol, violences conjugales et agressions sexuelles
Le 6 septembre 2020, des accusations de violences et séquestration à son encontre sont relayées sur les réseaux sociaux. Les réactions sur internet se multiplient face à ces révélations, avant qu'un mouvement ne soit lancé avec le hashtag #BalanceTonRappeur, qui implique d'autres rappeurs, notamment Roméo Elvis, Retro x et Jorrdee pour d'autres faits,,. Le 7 septembre 2020, trois femmes âgées de 23 à 28 ans portent plainte contre le rappeur pour violences et séquestration. L'une d'elles est « Luna », une ancienne partenaire à qui Moha La Squale avait dédié une chanson deux ans plus tôt,. Le 8 septembre 2020, le parquet de Paris ouvre une enquête pour « violences », « agression sexuelle » et « séquestrations ». Le 10 septembre, les plaignantes se confient au journal Le Monde et décrivent l'ampleur des violences, à la fois physiques, verbales, sexuelles et psychologiques qu'elles ont subi de la part de Mohamed Bellahmed depuis 2016. Il fait alors l'objet d'une quatrième plainte, déposée le 11 septembre puis d'une cinquième, annoncée par l'avocat de la plaignante le 23 septembre, pour des faits de séquestration, Une sixième femme explique avoir voulu porter plainte en 2011, mais avoir renoncé à la suite de pressions de la part de Moha et sa famille.
Romy, l'une des plaignantes, explique à France Info le 16 septembre, avoir reçu plus de trente témoignages concordants, à la suite d'un appel à témoignages sur son compte Instagram au début de l'été. Le 18 septembre, la marque Lacoste annonce cesser sa collaboration avec le chanteur.
Le 13 octobre, Moha La Squale sort du silence dans lequel il s'était muré depuis les accusations de septembre, en publiant un message sur Instagram : « oh la menteuse, elle est amoureuse ». Cette réaction, qui semble remettre en cause la parole des plaignantes, divise largement l'opinion publique,,,.
Le 14 juin 2021, Moha La Squale est placé en garde à vue puis mis en examen le 16 juin notamment des chefs de « violences et agression sexuelle par conjoint, menaces de mort et séquestration ».
En avril 2022, toujours mis en examen pour ces accusations, il annonce la sortie prochaine de son album, L'Apache.
Le même mois, il est inculpé pour délit de fuite à la suite d'un accident de la route lors du tournage du clip Les Louves à Beaufays, dans les environs de Liège.
Le 11 juin 2022, il est interpellé dans le cadre d'un mandat d'arrêt à sa descente du Thalys, gare du Nord à Paris. Il n'aurait pas respecté les obligations de son contrôle judiciaire dans une affaire d'« agression sexuelle, violences et séquestration ». Il est placé en rétention judiciaire pendant 24 heures puis libéré sous contrôle judiciaire dans l'attente de son procès. Le 1er juillet 2022, il est placé en détention provisoire pour avoir violé son contrôle judiciaire.
En mars 2023, des « sources proches du dossier » rapportent qu'au mois de juillet 2022, le rappeur Moha la Squale a été mis une fois de plus en examen avec une nouvelle qualification, celle de « viol »,,.
Assigné à résidence, il s'enfuit à l'étranger fin 2023 avant d'être arrêté par la police allemande en vertu d'un mandat d'arrêt européen et renvoyé en France début février 2024. Il est incarcéré à Paris le 9 février 2024.
Il est jugé à partir du 2 juillet 2024 au tribunal judiciaire de Paris pour avoir violenté et menacé six de ses anciennes compagnes,. Le 5 juillet 2024, il est condamné à quatre ans de prison, trois ans ferme et un an avec sursis, pour des violences conjugales, séquestrations et menaces de mort envers six ex-compagnes. Le tribunal ordonne le maintien en détention de Mohamed Bellahmed qui a déjà passé près de 17 mois derrière les barreaux.

## Filmographie

### Court métrage
- La Graine de Barney Frydman : rôle principal

## Discographie

### Singles
- 2018 : Du sale
- 2018 : Bienvenue à La Banane
- 2018 : Pas de hasard
- 2018 : Qui vivra verra
- 2018 : Rue Duris
- 2018 : Rémi sans famille
- 2018 : J'aimerais bien
- 2018 : Chill
- 2018 : Pas comme eux
- 2018 : T'étais où ?
- 2018 : Ça c'était avant
- 2018 : Pourquoi
- 2018 : Luna
- 2018 : Rappelle-toi
- 2018 : M'appelle pas mon frérot
- 2018 : Pour la 20e
- 2018 : Midi minuit
- 2018 : Ma fable
- 2018 : Pour la dernière
- 2018 : Papa Noël
- 2018 : Bandolero
- 2018 : La BP
- 2019 : Ma belle
- 2019 : Santa Monica
- 2019 : Inspi du soir
- 2019 : Ma rue n'est pas à vendre
- 2020 : On roule
- 2020 : Paris
- 2020 : Basta
- 2020 : Chez Babou
- 2020 : Amsterdam
- 2020 : Bébé de Bogota
- 2020 : Benita

## Distinction

### Victoire de la musique
| Année                        | Travail nommé | Catégorie | Résultat   |
| ---------------------------- | ------------- | --------- | ---------- |
| Victoires de la musique 2019 | Bendero       | Album rap | Nomination |